# Rachel Adler
Rachel Adler (nascida Ruthelyn Rubin; 2 de julho de 1943 ) é professora de Pensamento Judaico Moderno e Judaísmo e Gênero no Hebrew Union College, no campus de Los Angeles.
Adler foi uma das primeiras teólogas a integrar as perspectivas e preocupações feministas nos textos judaicos e na renovação da lei e da ética judaicas. Sua abordagem de Deus é levinasiana e sua abordagem de gênero é construtivista .

## Vida
Em 1971, enquanto se identificava como judia ortodoxa (embora anteriormente e mais tarde se identificasse como judia reformista ), publicou um artigo intitulado " O judeu que não estava lá: Halachá e a mulher judia ", na revista Davka ; segundo a historiadora Paula Hyman, este artigo foi pioneiro na análise do status das mulheres judias que utilizam o feminismo.
Em 1972, ela publicou um artigo intitulado " Tum'ah and Toharah: Ends and Beginnings ". Neste artigo, ela argumentou que a imersão ritual de uma niddah (uma mulher menstruada) em um micvê não "oprime ou denigre as mulheres". Em vez disso, ela argumentou, tal imersão constituía uma reencenação ritual de "morte e ressurreição" que, na verdade, era  "igualmente acessível a homens e mulheres". No entanto, ela finalmente renunciou a essa posição. Em seu ensaio " In Your Blood, Live: Re-visions of a Theology of Purity ", publicado em Tikkun em 1993, ela escreveu "pureza e impureza não constituem um ciclo pelo qual todos os membros da sociedade passam, como argumentei em meu ensaio [1972}. Em vez disso, impureza e pureza definem um sistema de classes em que as pessoas mais impuras são as mulheres."
Em 1983, ela publicou um ensaio no Moment intitulado "I've Had Nothing Yet, So I Can't Take More", no qual criticava a tradição rabínica de fazer das mulheres "um foco do sagrado em vez de participantes ativos em seus processos, " e declarou que ser uma mulher judia "é muito parecido com ser Alice na festa do chá do Chapeleiro. Não participamos na elaboração das regras, nem estávamos lá no início da festa."
Adler recebeu um PhD em Religião pela University of Southern California em 1997; sua tese de doutorado foi intitulada "Justiça e paz se beijaram: uma teologia feminista do judaísmo". Ela é autora de muitos artigos que apareceram em Blackwell's Companion to Feminist Philosophy, Beginning Anew: A Woman's Companion to the High Holy Days, Contemporary Jewish Religious Thought, Lifecycles, The Jewish Condition e On Being a Jewish Feminist.
Originalmente uma judia reformista, mas convertendo-se ao judaísmo ortodoxo na adolescência, Adler fez seu último lar espiritual no movimento reformista . Em 13 de maio de 2012, ela foi ordenada rabina pelo Seminário Reformista Hebrew Union College-Jewish Institute of Religion em Los Angeles.
Em 2013, Adler se tornou a primeira pessoa a ocupar a cátedra Rabi David Ellenson em Pensamento Religioso Judaico no Hebrew Union College .
Ela foi premiada com o Prêmio do Livro da Fundação Tuttleman de 2000 do Gratz College e o Prêmio do Livro Judaico Nacional de Pensamento Judaico de 1999 pelo Conselho do Livro Judaico por seu livro Engendering Judaism: An Inclusive Theology and Ethics ; esta foi a primeira vez que o Prêmio Nacional do Livro Judaico para o Pensamento Judaico foi concedido a uma teóloga. Entre as contribuições do livro para o pensamento judaico estava a criação de um novo ritual, brit ahuvim, para substituir a cerimônia tradicional de casamento erusin, que Adler considerava não estar de acordo com os ideais feministas de igualdade entre os sexos.
- feminismo judaico
- Reforma do judaísmo
- O papel das mulheres no judaísmo